# Hugo von Hegi (um 1410–1493)
Hugo von Hegi (* um 1410; † nach dem 8. Juli 1493), auch Hug von Hegi genannt, war der letzte Vertreter der Familie «von Hegi», deren Stammburg das Schloss Hegi war.

## Leben
Hugo von Hegi wurde um 1410 als Sohn von Hugo von Hegi und Ursula von Reinach geboren. Er war verheiratet mit Beatrix von Wildberg, der Witwe von Friedrich von Hinwil.
Erstmals erwähnt wird sein Name 1440. Er residierte jedoch wie sein Vater nicht mehr im Stammschloss in Hegi, sondern lebte zuerst in Frauenfeld, wo er ein Haus besass. 1444 kaufte er sich frei und kämpfte er auf Seite der Habsburger im Alten Zürichkrieg. Als Österreich-Habsburg in Frauenfeld seine Macht verlor, legte sich Hugo von Hegi, wie andere Kleinadlige auch, dort mit der Obrigkeit an. In dieser Sache wurde er 1448 als Geächteter bei Gericht vorgeladen und 1453 als Räuber bezeichnet.
1458 ist sein einziger Aufenthalt auf Schloss Hegi nachweisbar. 1460 vermachte er das Schloss und sämtliche Ländereien seiner Tochter Barbara, die mit Jakob von Hohenlandenberg vermählt war. Seine aus dieser Ehe entstandenen Enkel Ulrich und Hugo von Hohenlandenberg erweiterten das Schloss Hegi beträchtlich. Hugo wurde 1496 Bischof von Konstanz, drei Jahre nach Hegis Tod.
1469 verliess Hegi Frauenfeld und wurde Bürger von Winterthur, wo er ein Haus beim Königstor besass. 1460 nahm er bei der Verteidigung der Stadt gegen die Belagerung durch die Eidgenossen teil. In Winterthur erlangte Hugo von Hegi ein hohes Ansehen, obwohl er nie ein politisches Amt bekleidete. Anders als in Frauenfeld kam er hier auch nie mit dem Gesetz in Konflikt, sondern machte sich als Wohltäter und Vermittler einen Namen. Er setzte sich für die Begnadigung Verurteilter ein und hielt Fürsprache für seine Freunde bei der Besetzung öffentlicher Ämter. Im Jahr 1491, als es nach einem kalten Winter eine grosse Teuerung gab, unterstützte er die Hungernden. Laut dem Chronisten Laurentius Bosshart soll er dabei täglich 170 Personen unterstützt haben.
Hugo von Hegi verstarb nach dem 8. Juli 1493. Er wurde in einer eigens für ihn errichteten Grabkapelle im Schloss Hegi beigesetzt. Im selben Jahr wurde der Südturm der Stadtkirche Winterthur fertiggestellt, wo ihm zu Ehren sein Wappen als Wandmalerei in der Sakristei zu sehen ist.